# Lillian Zuckerman
Lillian Zuckerman (tên khai sinh là Lillian Fara Stein, 16 tháng 9 năm 1916 – 11 tháng 10 năm 2004) là một nữ diễn viên người Mỹ. Bà sinh ra ở Baltimore, Maryland và mất ở Miami, Florida.

## Sự nghiệp điện ảnh
| Năm  | Tựa đề           | Vai diễn         | Ghi chú                                   |
| ---- | ---------------- | ---------------- | ----------------------------------------- |
| 1972 | Limbo            | Church Lady      | Không được ghi nhận                       |
| 1974 | Lenny            | Nightclub Patron | Không được ghi nhận                       |
| 1977 | Deadbeat         | Beach Witness    |                                           |
| 1981 | Nobody's Perfekt | Matron           |                                           |
| 1985 | The Mean Season  | Mrs. Stein       |                                           |
| 1987 | Making Mr. Right |                  | Không được ghi nhận, (vai diễn cuối cùng) |